# Maurice Cam
Maurice Antoine Joseph Camugli dit Maurice Cam, né le 25 septembre 1901 à Marseille et mort le 21 avril 1974 dans la même ville, est un acteur et réalisateur français.

## Filmographie
comme acteur
- 1932 : Le Roi du camembert d'Antoine Mourre

comme conseiller artistique
- 1934 : Le Billet de mille de Marc Didier

comme coopération technique
- 1956 : Printemps à Paris de Jean-Claude Roy

comme assistant-réalisateur
- 1937 : Maman Colibri de Jean Dréville
- 1952 : Le Chemin de Damas de Max Glass

comme réalisateur
- 1940 : Métropolitain
- 1944 : L'Île d'amour
- 1945 : Bifur 3
- 1946 : Au pays des cigales
- 1946 : On demande un ménage
- 1949 : Tête blonde
- 1949 : Drame au Vel'd'Hiv'
- 1949 : Ce pauvre Léopold / Les Frères jumeaux, court-métrage
- 1950 : La taverna della libertà
- 1951 : Épouse ma veuve, court métrage
- 1952 : Bouquet de joie
- 1953 : Une fille dans le soleil
- 1957 : L'amour descend du ciel
- 1957 : Bonjour jeunesse
- 1958 : Miss Pigalle
- 1967 : Les Racines du mal